# Шуддха-адвайта
Шуддга-адвайта ( śuddhādvaita IAST) - створений Валлабгою різновид індуїстської ортодоксальної школи веданта. У перекладі з санскриту термін  шуддга-адвайта  означає «чиста недвоїстість» .

## Створення вчення
Валлабга,  телугскій брахман з Південної Індії, розвивав погляди Вішнусваміна, який жив в XIII столітті. Він визнавав авторитет  упанишад, « Бхагавадгити», « Брахма-сутри» і « Бхагавата пурани»  (яка наділялася найвищим  авторитетом). У своїх роботах «Анубхашье», «Сіддхаптарахасье» і «Бхагавататікасубодхіні» він пропонує теїстичному інтерпретацію веданти, що відрізняється від версій  Шанкар і  Рамануджи .

## Брахман
Шуддха-адвайта стверджує, що весь світ цілком є реальним і тонким Брахман ом. На думку Валлабхі джива, калу, або час, і пракрити, або майя можуть мати вічним існуванням; вони не мають окремого існування від Брахмана і належать його сутності. Шуддха-адвайта не погоджується з тими хто пояснює існування світу силою Майї, так як в такому випадку буде допущено існування чогось вторинного по відношенню до Брахману. На думку Валлабхі Брахман може створювати світ без зв'язку з таким початком, як майя, а відсутність якостей, деклароване в шрути, означає відсутність «звичайних якостей» .Брахман є діюча і матеріальна причина всесвіту. Він не тільки творець всесвіту, а й сама всесвіт "Anubhasya", I. 1. 4.
Коли Бог наділений якостями мудрості (джняна) і дії (крия), він персоніфікується в  Крішни. Однак різний вигляд він приймає не через необхідність, а для задоволення, в тому числі від різних форм взаємовідносин/поклоніння йому .

## Джива
Джива в філософії шуддха-адвайти становить частину Брахмана, і з'являється коли  ананда  Брахмана затемнюється. Виділяються три види джив: чисті (шуддха) дживи - ті, чиї шляхетні якості (  Айшварья ) не затемнена силою невігластва (  Авідьі ), мирські (  сансарін ), які трапляються в мережі Авіда, і мукті (звільнені), які звільняються від уз сансари завдяки проникненню в істину (  відью ). Передбачається відміну джив від Брахмана і досягнення єдності з ним тільки при звільненні їх від Майї. Одночасно наводиться порівняння індивідуальної душі і Бога з іскрами і вогнем відповідно .

## Світ
Неживий світ є наповненим Брахманом (  брахматмака ), але в ньому затемнені два якості Брахмана - пізнання (  чит ) і блаженство (ананда), а чиста саттва або існування залишається.
У стані творення світу, Брахман стає зрозумілим, а в стані руйнування світу повертається до первинної форми і перестає бути об'єктом сприйняття. І творення і руйнування світу викликаються силою (  шакти ) Брахмана. Всесвіт вважається тотожною Брахману.
Хоча світ визнається реальним, але уявлення душі про нього визнається хибним .

## Мукті
Головним засобом порятунку в філософії заявляється  бгакті , хоча зізнається користь і  джняни  в цьому відношенні. Головним аспектом вважається справжня віра в бога, а практика умертвлення плоті не схвалюється. Вищою метою вважається не мукти, а скоріше вічне служіння Крішні і участь в його іграх в небесному Вріндаван .